# 180度経線

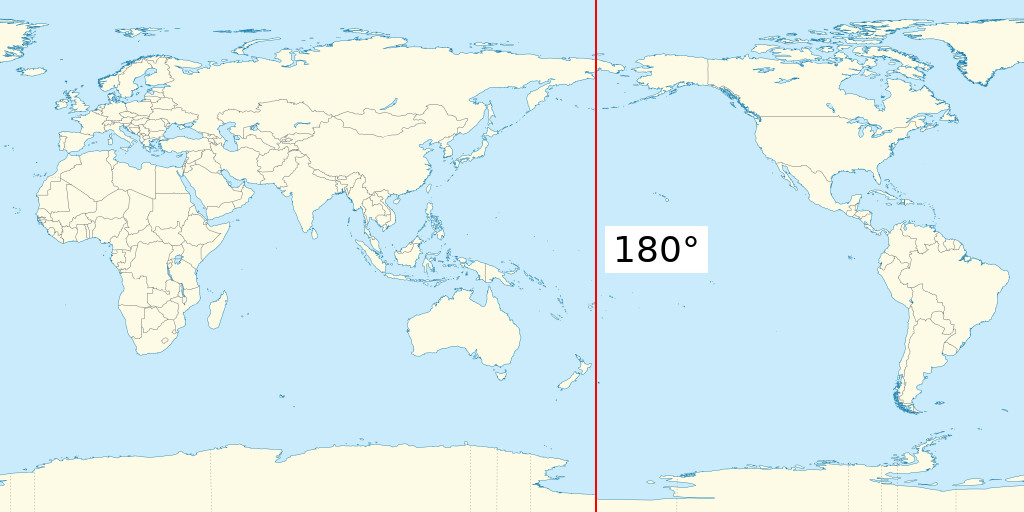
経度180度線

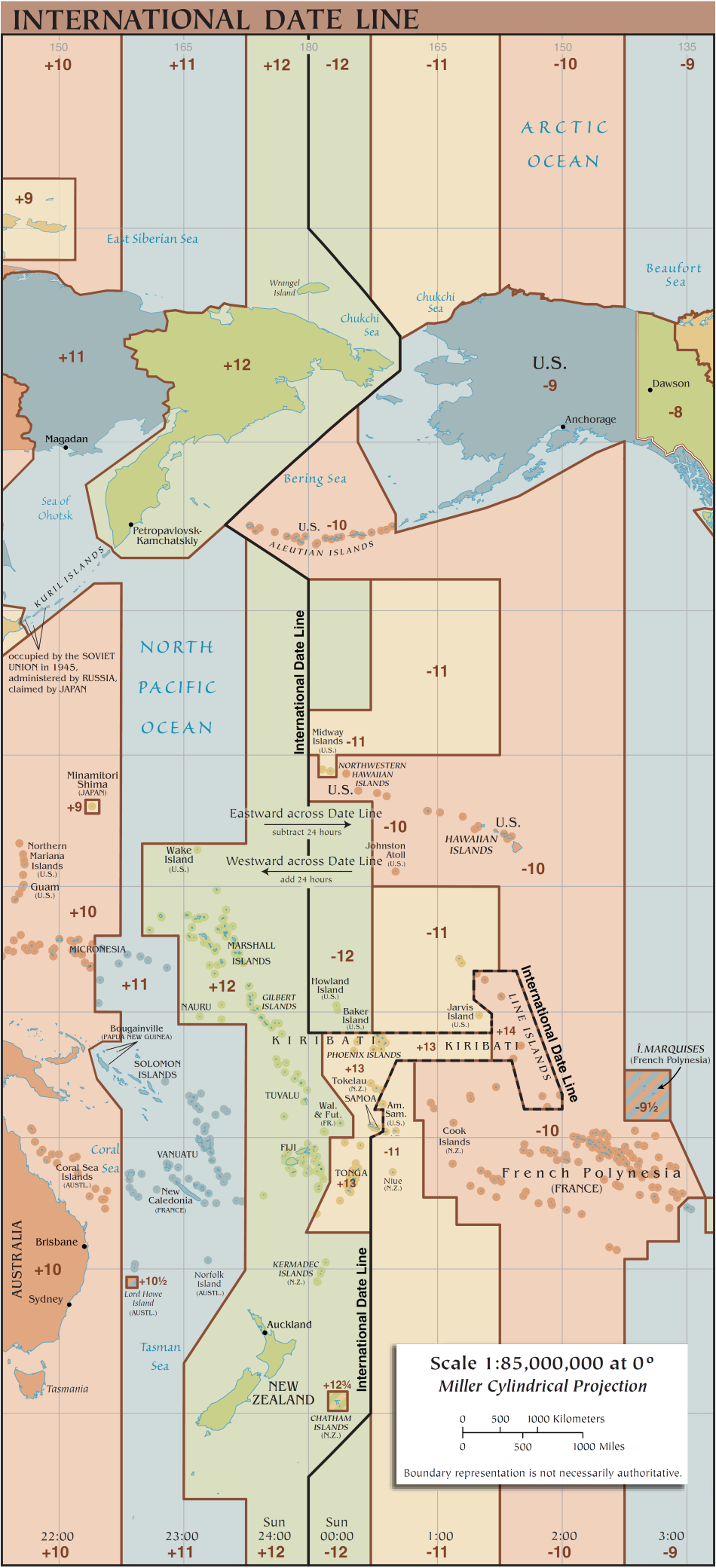
180度経線の付近を通る国際日付変更線

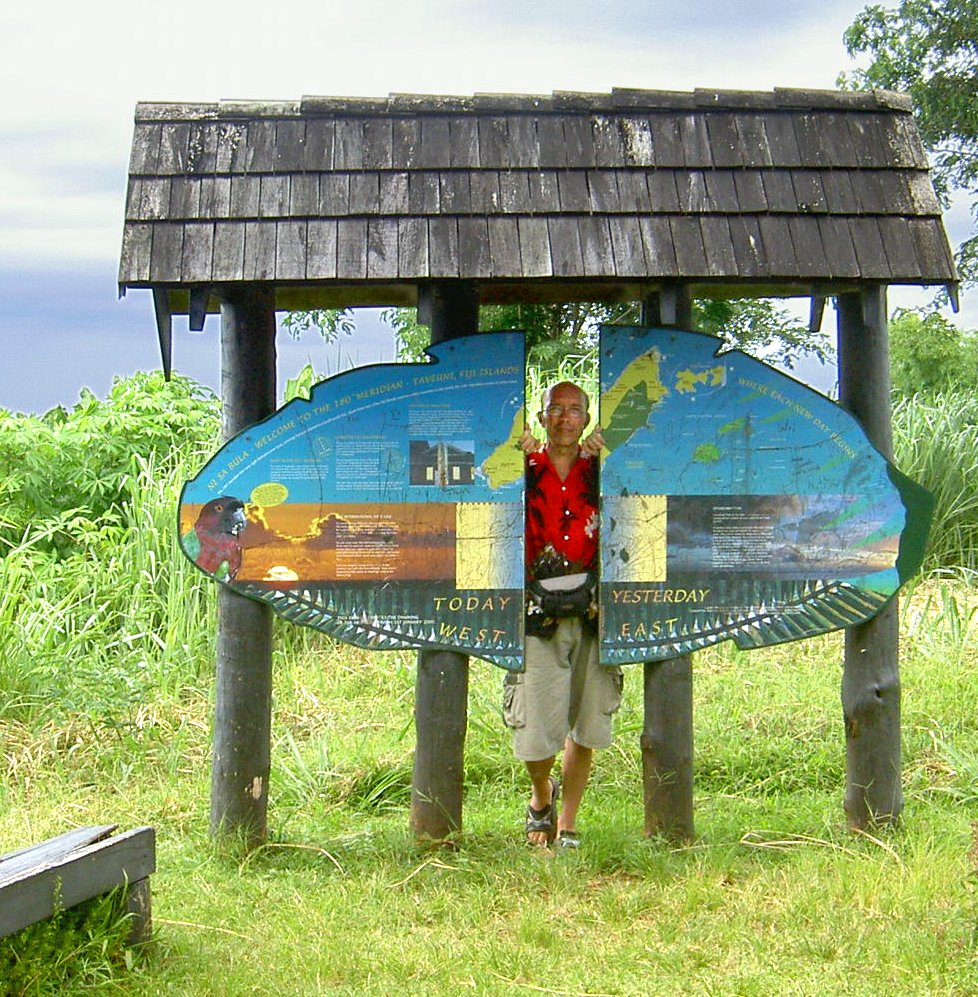
フィジータベウニ島にある国際日付変更線の標識

経度180度線（けいど180どせん、英語: 180th meridian, antimeridian）は、グリニッジ天文台を通る本初子午線から東あるいは西へ180度の角度を成す経線である。
東経および西経の双方に対して共通の経線である。本初子午線とともに大円を形成し、この大円により地球表面は東半球と西半球に分けられる。通過地点の大部分が太平洋の公海上にあるため、国際日付変更線を決定する基準になっている。180度線が通過する陸地はロシア、フィジーおよび南極大陸のみである。

## 通過地点
180度経線は北極点から南極点に向かって以下の地点を通過する。
| 地理座標                                               | 国土・領土・領海 | 備考 |
| ------------------------------------------------------ | ---------------- | --- |
| 北緯90度0分 東経180度0分 / 北緯90.000度 東経180.000度  | 北極海           | |
| 北緯71度32分 東経180度0分 / 北緯71.533度 東経180.000度 | ロシア           | ウランゲリ島 |
| 北緯70度58分 東経180度0分 / 北緯70.967度 東経180.000度 | チュクチ海       | |
| 北緯68度59分 東経180度0分 / 北緯68.983度 東経180.000度 | ロシア           | チュクチ自治管区 |
| 北緯65度02分 東経180度0分 / 北緯65.033度 東経180.000度 | ベーリング海     | |
| 北緯52度0分 東経180度0分 / 北緯52.000度 東経180.000度  | アムチトカ水道   | アメリカ合衆国アラスカ州セミソポクノイ島 (北緯51度57分 東経179度47分 / 北緯51.950度 東経179.783度) のすぐ東を通る |
| 北緯51度0分 東経180度0分 / 北緯51.000度 東経180.000度  | 太平洋           | ツバルヌクラエラエ環礁 (南緯9度25分 東経179度52分 / 南緯9.417度 東経179.867度) のすぐ東を通る フィジーチコビア島 (南緯15度43分 西経179度59分 / 南緯15.717度 西経179.983度) のすぐ西を通る                                                                                    |
| 南緯16度9分 東経180度0分 / 南緯16.150度 東経180.000度  | フィジー         | バヌアレブ島、ラビ島およびタベウニ島 |
| 南緯16度59分 東経180度0分 / 南緯16.983度 東経180.000度 | 太平洋           | フィジーモアラ島 (南緯18度33分 東経179度57分 / 南緯18.550度 東経179.950度) のすぐ東を通る フィジートトヤ島 (南緯19度0分 西経179度52分 / 南緯19.000度 西経179.867度) のすぐ西を通る フィジーマツク島 (南緯19度10分 東経179度47分 / 南緯19.167度 東経179.783度) のすぐ東を通る |
| 南緯60度0分 東経180度0分 / 南緯60.000度 東経180.000度  | 南極海           | |
| 南緯78度13分 東経180度0分 / 南緯78.217度 東経180.000度 | 南極大陸         | ロス海属領 - ニュージーランドが領有権を主張している |

（特にこれといって接近しているわけではないが）180度線は以下の島々の中間も通過する。
- キリバスのギルバート諸島とフェニックス諸島
- ニュージーランドの北島とケルマディック諸島
- 同じく ニュージーランドのバウンティ諸島とチャタム諸島

## 熱帯低気圧
一定の強さを持つ熱帯低気圧のうち、北太平洋上では180度経線より西側（東半球）にある場合台風、東側（西半球）にある場合ハリケーンと呼ばれる。勢力の変化が特にない場合でも、この経線を超えて西側に来た場合は台風となり（越境台風）、逆に東側へ出て行った場合には台風でなくなる。